# Сунгач
Сунга́ч — населённый пункт (тип: железнодорожная станция) Спасского района Приморского края России. Входит в состав Духовского сельского поселения.

## География
В 3 км к северо-западу от станции находится исток реки Красная.

### Географическое положение
расстояние до Духовского около 4 км, расстояние до районного центра Спасск-Дальний (на юг по автотрассе «Уссури») около 48 км.

## История
Населённый пункт появился при строительстве железной дороги. В селении жили семьи тех, кто обслуживал железнодорожную инфраструктуру. 

## Население
| 1959 | 1970 | 1979 | 2002 | 2010 |
| ---- | ---- | ---- | ---- | ---- |
| 1000 | ↘600 | ↘404 | ↘334 | ↘279 |

## Инфраструктура
Путевое хозяйство  Владивостокского региона Дальневосточной железной дороги. Действует железнодорожная станция Сунгач, вокзал.

## Транспорт
Развит автомобильный и железнодорожный транспорт.
Автомобильная дорога к станции Сунгач идёт на запад от автотрассы «Уссури» через село Духовское.